# 레비 트란
레비 트란(영어: Levy Tran 러비 트란[*], 영어 발음: /ləˈviː/, 1983년 4월 8일 ~ )은 미국의 배우이다.
산호세에서 태어났다.

## 영화
- 더 언윌링 (2017년)
- 익스트림 파이트 클럽 (2016년) - 리사 역
- 분노의 질주: 더 세븐 (2015년)